# 夜落隔·歸化
归化（?—?），夜落隔氏，甘州回鹘可汗，被册封为懷甯順化可汗。宋朝史书也写为归花。
北宋大中祥符九年（1016年），甘州回鹘忠順保德可汗夜落隔已死，九宰相诸部落，奉夜落隔归化为可汗王领国事。天禧二年（1018年），夜落隔归化遣都督安信等来朝贡宋朝。四年（1020年），又遣使同龟兹国可汗王智海使来献大尾羊。当时西迁的回鹘，甘州有可汗王，西州有克韩王，新复州有黑韩王。